# Näsets bönhus
Näsets bönhus är ett bönhus på Alnön som byggdes 1879. Bönhuset byggdes ursprungligen som mötesplats för nykterhetsrörelsen och missionsvänner, men det har även använts som skola och söndagsskola. Efter ett initiativ för att rusta upp bönehuset på 1990-talet har bönehuset kommit att användas för gudstjänster, inklusive dop och vigslar. Traditionsenligt anordnas varje år en skördeauktion. Gökotta på Kristi himmelsfärdsdag är en annan tradition som skett årligen i anslutning till eller i bönehuset sedan åtminstone år 2000.